# Calomera aulica
Calomera aulica es una especie de escarabajo del género Calomera, familia Carabidae. Fue descrita científicamente por Dejean en 1831.
Esta especie habita en Grecia, Marruecos, Argelia, Túnez, Libia, Egipto, Israel, Palestina, Jordán, Líbano, Siria, Irak, Arabia Saudita, Emiratos Árabes, Omán, Yemen, Irán, Socotra, Cabo Verde, Mauritania, Senegal, Gambia, Guinea-Bisáu, Guinea, Chad, Sudán, Eritrea, Yibuti, Somalia, Pakistán e India.

## Subespecies
- Calomera aulica aulica
- Calomera aulica polysita
- Calomera aulica tschitscherini